# 三皇炮捶門
三皇炮捶是中國武術門派，於清末民初開設在北京之“京都会友镖局”為源頭。

## 簡介
清道光二十五年（1845年），宋迈伦（彦超）到北京投“神机营”。後離職，在北京前门外粮食店街创办《京都会友镖局》，从事保镖，同时传授武艺。作為京城八大镖局之壹的“京都会友镖局”以『炮捶』訓練入門鏢師。

## 師承
宋彦超之師承可以追溯到乔三秀。三秀将炮捶传给其孙（一說兒子）乔鹤龄，乔鹤龄传同村的宋迈伦（宋彦超）、于連登等。宋迈伦创“夫子三拱手”之技。

## 發展
清同治五年（1866年），于连登之子于鉴（镜堂）来京拜會師伯宋彦超。于鉴後在北京授拳為業，传授三皇炮捶。三皇炮捶第四代傳人主要有宋彩臣（云达）、张殿华等。“京都会友镖局”一路經營至日本入侵為止。第五代传人李尧臣，慈禧太后保镖，自由出入紫禁城，参与抵抗八国联军，保卫大栅栏商业区，并协助冯玉祥将军阻止张勋复辟，创立无极刀，带领29军大刀队创立了抗日史上一段传奇，亲身参与龙沟桥战斗，与日军白刃血战，后为毛泽东、贺龙等国家领导人表演被誉为人民的武术家。第六代传人李宗儒，1969年全国武术冠军，扮演《海灯法师》中海登的老师，第七代传人李永杰，中央电视台走遍中国栏目为其拍摄专题片 《霹雳炮捶》，第八代传人孙文君。
中央國術館將其編入少林三皇炮捶門。

## 参看
- 南少林
- 南拳
- 中國武術門派
- 中国武术